# Fundacja Rozwoju Społeczeństwa Informacyjnego
Fundacja Rozwoju Społeczeństwa Informacyjnego (w skrócie FRSI) – polska organizacja grantodawcza, wspierająca czytelnictwo i biblioteki oraz wykorzystanie nowych technologii wśród dzieci i młodzieży.
Fundacja została utworzona w 2008 roku przez Polsko-Amerykańską Fundację Wolności (PAFW) z siedzibą w USA o kapitale żelaznym wynoszącym ponad 250 mln USD. Pierwszym zadaniem FRSI był ogólnopolski „Program Rozwoju Bibliotek”, prowadzony wspólnie z PAFW i Fundacją Billa i Melindy Gatesów w ramach międzynarodowego projektu „Global Libraries”.
Prezesem zarządu fundacji jest Jacek Królikowski, a zespół pracowników liczy około 20 osób.
Działania fundacji to głównie kampanie, projekty, konferencje, szkolenia, doradztwo, tworzenie sieci liderów i inne.

## Działania i projekty
- Kampania „Tydzień z Internetem”;
- LABIB – sieć liderów środowiska bibliotecznego, oraz portal społecznościowy stworzony dla ludzi pracujących w społecznościach lokalnych;
- Sieć TechKlubów – w 16 miejscowościach kluby organizują spotkania dla ludzi zainteresowanych twórczym, eksperymentalnym wykorzystaniem nowych technologii;
- „Link do przyszłości. Zaprogramuj swoją karierę” – zajęcia kodowania dla młodych ludzi z małych miejscowości z wykorzystaniem programowalnych robotów Finch;
- Projekt „e-Mocni: cyfrowe umiejętności, realne korzyści” – szkolenia z obsługi komputera i internetu dla mieszkańców 100 gmin polskich;
- Strefy Innowacji w 25 bibliotekach w Polsce;
- Platforma fundujesz.pl do fundraisingu dla trzeciego sektora
- Portal tudu.org.pl do angażowania wolontariuszy do realizacji mikrozadań online
- Pandalajka – narzędzie do optymalizacji mediów społecznościowych;
- Grupa InicJaTyWy – 36 dyrektorek i dyrektorów bibliotek dzielących się podczas wspólnych spotkań doświadczeniami i wspierających dyrektorki i dyrektorów bibliotek ze swojej okolicy;
- „MOBOLAB – roboty i tablety w twojej szkole” – baza scenariuszy lekcji, szkolenia dla nauczycieli z Wołomina i Zielonki, lekcje programowania z pomocą robotów edukacyjnych;
- „Rozwijamy skrzydła Polski lokalnej” – debaty lokalne w bibliotekach w całej Polsce (2015-17)[3];
- „Konkurs na ekspertki i ekspertów” – 12 bibliotekarek i bibliotekarzy, którzy poprowadzą warsztaty i przedstawią dobre praktyki podczas kongresu „Biblioteka twórców” (26 września 2017)[4].